# Pentheochlora uniformis
Pentheochlora uniformis là một loài bướm đêm trong họ Geometridae.